# ماتيو يموان
ماتيو يموان (بالفرنسية: Mathieu Lemoine)‏ هو متسابق الحدث فرنسي، ولد في 17 أبريل 1984 في مون دو مارسان في فرنسا.

## وصلات خارجية
- ماتيو يموان على موقع الاتحاد الدولي للفروسية (الإنجليزية)
- ماتيو يموان على موقع FEI (رابط بديل) (الإنجليزية)
- ماتيو يموان على موقع اللجنة الأولمبية الدولية (الإنجليزية)
- ماتيو يموان على موقع أوليمبيديا (الإنجليزية)
- ماتيو يموان على موقع اللجنة الأولمبية الفرنسية (مؤرشف) (الفرنسية)